# Marussia B1
Marussia B1 — прототип спортивного автомобіля компанії Marussia Motors. 
У квітні 2014 було оголошено, що компанія Marussia Motors припиняє свою діяльність.. За час діяльності було продано 4 авто в Росії і достовірно невідомо скільки Marussia B1 було продано із запланованих 2999 екземплярів.